# Veliko Polje (Zagreb)
Veliko Polje is een plaats in de gemeente Zagreb in de Kroatische provincie Stad Zagreb. De plaats telt 1.104 inwoners (2001).